# Championnat de France de football de troisième division 2010-2011
Navigation
National 2009-2010 National 2011-2012
Le Championnat de France de football National 2010-2011 a vu la victoire du SC Bastia.
C'est le niveau le plus élevé auquel peuvent participer les équipes amateurs. Le championnat oppose cette saison 21 clubs, dont 4 professionnels et 17 semi-professionnels, en une série de 420 rencontres réparties sur 42 journées. Finalement, seuls 412 matches ont lieu à la suite du forfait du FC Gueugnon.

## Équipes participantes
| \| Paris FC Strasbourg Amiens Orléans Rouen Créteil · Fréjus · Saint-Raphaël Cannes Colmar Niort Beauvais Bayonne Alfortville Bastia Gap Rodez Plabennec Gueugnon Guingamp Pacy Luzenac \| Localisation des clubs engagés dans le championnat. |
| Paris FC Strasbourg Amiens Orléans Rouen Créteil · Fréjus · Saint-Raphaël Cannes Colmar Niort Beauvais Bayonne Alfortville Bastia Gap Rodez Plabennec Gueugnon Guingamp Pacy Luzenac                                                           |

| \| Créteil Paris FC Alfortville \| Localisation des clubs franciliens engagés en National. |
| Créteil Paris FC Alfortville                                                               |

Les 21 clubs du championnat sont :
- les 3 derniers de la saison précédente de Ligue 2 : EA Guingamp, RC Strasbourg et SC Bastia;
- les 13 équipes ayant terminé de la quatrième à la seizième place lors de l'édition 2009-2010 de National ;
- le premier de chacun des 4 groupes de Championnat de France amateur : SR Colmar, Gap HAFC, Chamois niortais et US Orléans. Tous, sauf Niort, participent pour la première fois au National. Ces quatre clubs remplacent l'AS Moulins, le SO Cassis-Carnoux, le Hyères Football Club et le CS Louhans-Cuiseaux, relégués en division inférieure.
- en outre, l'UJA Alfortville, meilleur deuxième du Championnat de France amateur, est appelé en National en remplacement du RC Strasbourg, relégué par la DNCG[2] puis repêché en appel[3]. Toutefois, la décision favorable au RC Strasbourg étant intervenue après le 15 juillet, date de publication du calendrier du National, l'UJA Alfortville est maintenu dans le championnat qui comprend donc 21 et non 20 clubs. À la suite du passage en appel tardif à la DNCG, le RC Strasbourg a été provisoirement rétrogradé en CFA. L'Union de la jeunesse arménienne d'Alfortville est donc intégrée en tant que meilleur 2e de CFA. Le RC Strasbourg est réintégré le 22 juillet 2010 après avoir trouvé les 2,6 M € manquants. Aucune équipe confirmée en National ne pouvant être rétrogradée après la date du 15 juillet 2010, Alfortville est donc maintenu dans le championnat qui comptera 21 clubs.

Quatre clubs ont le statut professionnel : Amiens SC et les trois relégués SC Bastia, EA Guingamp et RC Strasbourg.
| Club (en gras : statut professionnel)         | En National depuis | Provenance | Classement 2009-2010 | Budget 2010/11 (en M€) | Entraîneur                                              |
| --------------------------------------------- | ------------------ | ---------- | -------------------- | ---------------------- | ------------------------------------------------------- |
| En Avant de Guingamp                          | 2010               | Ligue 2    | 18e (L2)             | 8,5                    | Jocelyn Gourvennec                                      |
| Racing Club de Strasbourg                     | 2010               | Ligue 2    | 19e (L2)             | 8                      | Laurent Fournier                                        |
| Sporting Club de Bastia                       | 2010               | Ligue 2    | 20e (L2)             | 4                      | Frédéric Hantz                                          |
| Union Sportive Créteil-Lusitanos              | 2007               | Ligue 2    | 4e                   | 3                      | Hubert Velud                                            |
| Pacy Vallée-d'Eure Football                   | 2008               | CFA A      | 5e                   | 1,3                    | Laurent Hatton                                          |
| Paris Football Club                           | 2006               | CFA D      | 6e                   | 3                      | Jean-Luc Vannuchi                                       |
| Association Sportive Beauvais Oise            | 2006               | CFA A      | 7e                   | 2,4                    | Alexandre Clément                                       |
| Association sportive de Cannes football       | 2001               | Division 2 | 8e                   | 6,2                    | Albert Emon Victor Zvunka                               |
| Étoile Football Club Fréjus Saint-Raphaël     | 2009               | CFA B      | 9e                   | 2,7                    | Athos Bandini                                           |
| Union Sportive de Luzenac                     | 2009               | CFA C      | 10e                  | 1                      | Christophe Pellissier                                   |
| Aviron bayonnais Football Club                | 2008               | CFA D      | 11e                  | 1                      | Alain Pochat                                            |
| Football Club de Rouen 1899                   | 2009               | CFA D      | 12e                  | 3,5                    | Eric Garcin                                             |
| Amiens Sporting Club Football                 | 2009               | Ligue 2    | 13e                  | 8,4                    | Ludovic Batelli                                         |
| Stade Plabennecois Football                   | 2009               | CFA D      | 14e                  | 1                      | Franck Kerdilès                                         |
| Rodez Aveyron Football                        | 2007               | CFA C      | 15e                  | 1,8                    | Franck Rizzetto                                         |
| Football Club de Gueugnon                     | 2008               | Ligue 2    | 16e                  | 1,7                    | Serge Romano                                            |
| Sports réunis Colmar                          | 2010               | CFA A      | 1er (CFA A)          | 1,5                    | Damien Ott                                              |
| Gap Hautes-Alpes Football Club                | 2010               | CFA B      | 1er (CFA B)          | 1,3                    | Patrick Bruzzichessi Cédric Carrez                      |
| Chamois niortais Football Club                | 2010               | CFA C      | 1er (CFA C)          | 3,2                    | Pascal Gastien                                          |
| Union sportive Orléans Loiret football        | 2010               | CFA D      | 1er (CFA D)          | 2,2                    | Yann Lachuer                                            |
| Union de la jeunesse arménienne d'Alfortville | 2010               | CFA A      | 2e (CFA A)           | 1,2                    | William Longuet Int. Farid Elarche Azzedine Meguellatti |

## Compétition

### Règlement

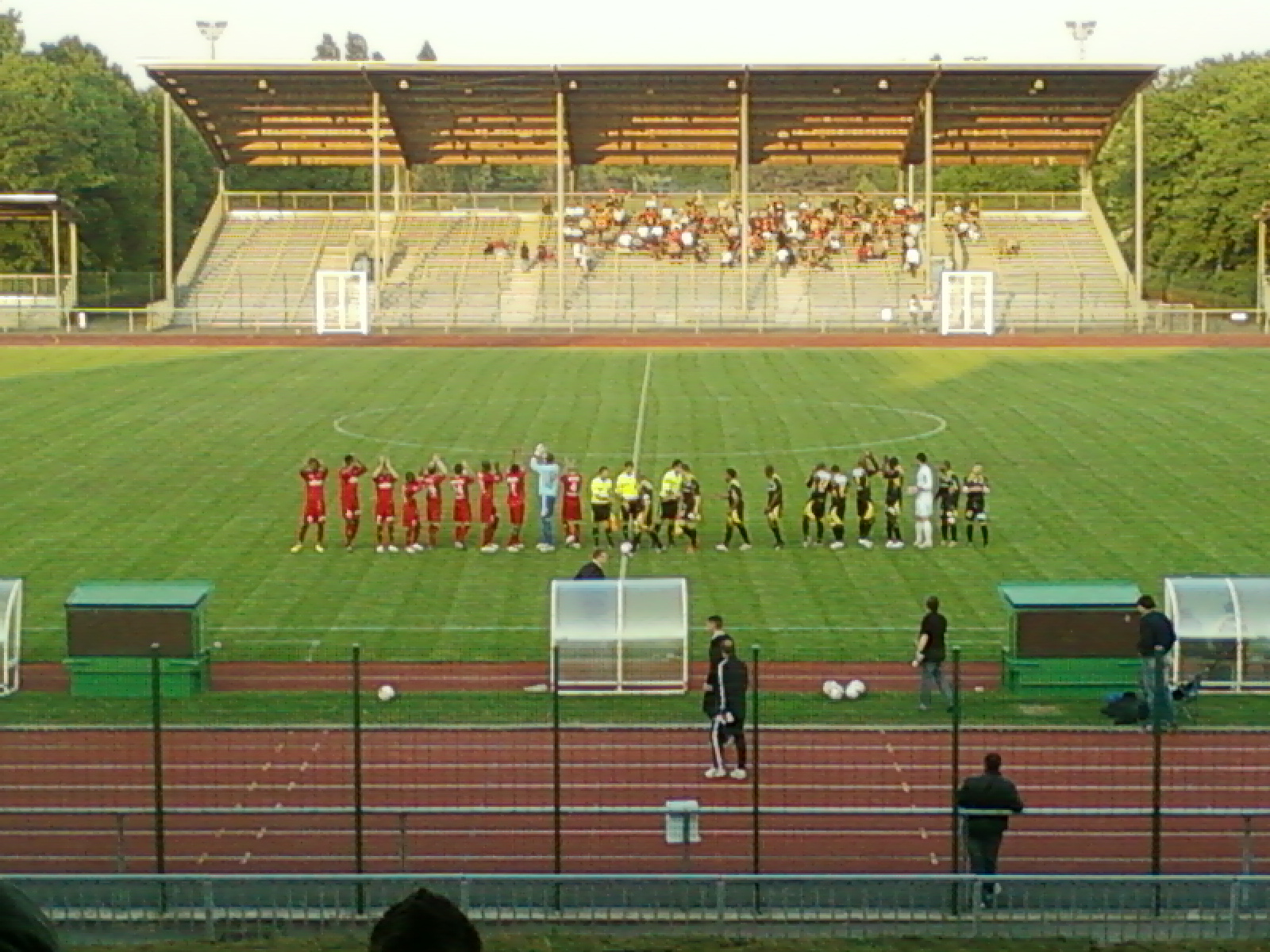
Présentation des équipes lors du match UJA Alfortville - EA Guingamp du 22 avril 2011 au Stade Marville, plus large victoire de la saison (6-0 pour Guingamp)

Les trois équipes finissant en tête du classement à l'issue de la saison sont promues dans le championnat de France de Ligue 2 2011-2012. Les cinq derniers clubs au classement à l'issue de la saison sont relégués en championnat de France amateur 2011-2012.
Le calcul des points pour chaque rencontre est le suivant : 3 points pour une victoire, 1 point pour un match nul et 0 point pour une défaite. En cas d'égalité de points entre plusieurs équipes, les critères suivants sont appliqués pour les départager :
- Points marqués lors des faces-à-faces
- Différence de buts lors des faces-à-faces
- Différence de buts générale
- Buts marqués dans l'ensemble des matchs du championnat
- Le moins de points au classement du carton bleu (classement du fair-play)
- Tirage au sort

Lorsqu'un club déclare forfait général au cours du championnat il est classé dernier. Si ce forfait intervient avant la 30e journée de championnat, tous ses matchs de la saison sont annulés. Sinon, les matchs joués restent valables et les matchs non encore joués sont perdus sur le score de 3-0. Ce cas intervient à la suite de la liquidation judiciaire du Football Club de Gueugnon, prononcée le 8 avril 2011, avant la 34e journée par le tribunal de commerce de Mâcon. La FFF confirme que ce règlement sera appliqué tel quel le 14 avril 2011.
Cette liquidation change la fin du championnat dans le bas de classement puisque les cinq clubs classés de la 16e à la 20e profitent du forfait de Gueugnon et obtiennent une victoire sur tapis vert 3-0 alors que Rodez, alors 15e, a déjà joué son match retour contre Gueugnon et a concédé le match nul. Ils perdent ainsi deux points sur tous ses rivaux pour le maintien. Le président ruthénois affirme ainsi que « cela fausse le championnat ».

## Classement final
Les trois premiers au classement sont promus en Ligue 2 2011-2012. Les clubs classés de la 17e à la 21e place sont eux relégués en CFA 2011-2012.
Voici le classement à l'issue de la 42e journée du championnat le 27 mai 2011, classement qui tient compte des égalités particulières et des matchs gagnés par forfait sur le score de 3-0 face à Gueugnon.
| Rang | Équipe                   | Pts  | J  | G  | N  | P  | Bp | Bc | Diff |
| ---- | ------------------------ | ---- | -- | -- | -- | -- | -- | -- | ---- |
| 1    | SC Bastia R              | 91   | 40 | 27 | 10 | 3  | 81 | 24 | +57  |
| 2    | Amiens SC                | 84   | 40 | 24 | 12 | 4  | 58 | 27 | +31  |
| 3    | EA Guingamp R            | 80   | 40 | 23 | 11 | 6  | 87 | 36 | +51  |
| 4    | RC Strasbourg R          | 77   | 40 | 20 | 17 | 3  | 56 | 27 | +29  |
| 5    | AS Cannes                | 68   | 40 | 18 | 14 | 8  | 51 | 35 | +16  |
| 6    | ÉFC Fréjus Saint-Raphaël | 67   | 40 | 19 | 10 | 11 | 56 | 41 | +15  |
| 7    | AS Beauvais              | 61   | 40 | 15 | 16 | 9  | 53 | 48 | +5   |
| 8    | FC Rouen                 | 59   | 40 | 15 | 14 | 11 | 54 | 44 | +10  |
| 9    | US Orléans P             | 53   | 40 | 13 | 14 | 13 | 43 | 40 | +3   |
| 10   | US Créteil-Lusitanos     | 51   | 40 | 13 | 12 | 15 | 41 | 48 | -7   |
| 11   | Paris FC                 | 49   | 40 | 11 | 16 | 13 | 45 | 46 | -1   |
| 12   | US Luzenac               | 49   | 40 | 12 | 13 | 15 | 39 | 44 | -5   |
| 13   | Chamois niortais FC P    | 49   | 40 | 13 | 10 | 17 | 46 | 46 | 0    |
| 14   | Pacy VEF ,               | 45-2 | 40 | 13 | 8  | 19 | 41 | 47 | -6   |
| 15   | SR Colmar P              | 44   | 40 | 11 | 11 | 18 | 34 | 48 | -14  |
| 16   | Gap HAFC P               | 43   | 40 | 11 | 10 | 19 | 44 | 62 | -18  |
| 17   | Aviron bayonnais         | 43   | 40 | 11 | 10 | 19 | 36 | 58 | -22  |
| 18   | Rodez AF                 | 40   | 40 | 11 | 7  | 22 | 41 | 63 | -22  |
| 19   | Stade plabennécois       | 37   | 40 | 9  | 12 | 19 | 33 | 52 | -19  |
| 20   | UJA Alfortville P        | 28   | 40 | 6  | 10 | 24 | 36 | 79 | -43  |
| 21   | FC Gueugnon              | 16   | 40 | 3  | 7  | 30 | 21 | 81 | -60  |

Promotions et relégations
- Promotion en Ligue 2 2011-2012
- Relégation en CFA 2011-2012
- Rétrogradation administrative au niveau régional

Abréviations
- R : Relégué de Ligue 2 2009-2010
- P : Promu de CFA 2009-2010
- -2 : Point(s) de pénalité reçu(s)

Victoire à 3 points.
- En cas d'égalité de points, les équipes sont départagées à la différence de buts particulière.

Notes
1. ↑  La liquidation judiciaire du RC Strasbourg est définitivement entérinée le 22 août 2011. Le club repart alors en CFA 2[26].
2. 1 2 3  L'AS Cannes et le Gap HAFC[27] sont rétrogradés en CFA par la DNCG le 15 juillet 2011. Pacy VEF est également retrogradé en CFA par la DNCG le 25 mai 2011 pour raisons financières[28]; le club décide de ne pas faire appel de cette décision lors de son assemblée générale du 23 juin[29].
3. ↑  Trois points en moins sont infligés à Pacy VEF pour problèmes financiers le 25 novembre[30], lesquels sont ramenés à deux points de pénalité en mars 2011 à la suite d'une erreur de procédure de la DNCG[31].
4. ↑  L'Aviron bayonnais est repêché par la FFF, le 18 juillet 2011[32].
5. ↑  Initialement relégué en CFA, le FC Gueugnon est rétrogradé en DHR le 8 juillet 2011 à la suite de son dépôt de bilan[33].

### Résultats
| Résultats (▼dom., ►ext.)                                   | ALF | AMI | BAS | BAY | BEA  | CAN | COL  | CRE | FRE | GAP  | GUE  | GUI | LUZ | NIO | ORL | PAC  | PAR | PLA  | ROD | ROU | STR |
| UJA Alfortville                                            |     | 2-4 | 0-4 | 1-1 | 0-0  | 0-0 | 0-1  | 1-1 | 1-2 | 0-0  | 3-0a | 0-6 | 1-2 | 0-1 | 0-2 | 1-1  | 2-1 | 0-2  | 0-2 | 1-2 | 1-3 |
| Amiens SC                                                  | 3-1 |     | 1-0 | 1-1 | 2-0  | 2-0 | 1-0  | 2-1 | 1-0 | 1-0  | 3-2  | 2-1 | 1-1 | 2-1 | 0-0 | 2-0  | 2-0 | 1-0  | 5-1 | 2-1 | 1-1 |
| SC Bastia                                                  | 1-1 | 1-0 |     | 4-2 | 5-1  | 0-0 | 3-0  | 2-1 | 1-0 | 5-0  | 3-1  | 2-0 | 1-0 | 2-1 | 0-0 | 0-0  | 3-0 | 6-1  | 0-0 | 0-0 | 1-0 |
| Aviron bayonnais                                           | 0-4 | 0-2 | 1-2 |     | 0-1  | 2-0 | 1-1  | 0-1 | 2-1 | 3-0  | 0-0  | 0-0 | 0-1 | 2-1 | 2-1 | 0-1  | 0-0 | 1-0  | 3-1 | 3-3 | 1-2 |
| AS Beauvais                                                | 2-2 | 0-0 | 1-4 | 3-0 |      | 2-1 | 0-0  | 0-0 | 1-1 | 1-1  | 3-1  | 2-2 | 0-0 | 4-2 | 1-2 | 3-2  | 3-2 | 0-0  | 3-2 | 1-1 | 2-1 |
| AS Cannes                                                  | 3-0 | 1-1 | 2-1 | 3-0 | 0-0  |     | 2-1  | 1-0 | 1-1 | 0-1  | 2-1  | 0-0 | 2-0 | 1-0 | 4-2 | 0-0  | 0-0 | 1-0  | 2-0 | 3-2 | 1-0 |
| SR Colmar                                                  | 0-0 | 0-0 | 0-0 | 0-1 | 1-2  | 0-3 |      | 1-2 | 3-2 | 4-2  | 0-0  | 0-3 | 3-1 | 0-3 | 1-0 | 1-2  | 0-2 | 0-0  | 1-0 | 0-0 | 1-2 |
| US Créteil-Lusitanos                                       | 3-2 | 1-3 | 1-2 | 1-0 | 0-1  | 2-2 | 0-2  |     | 0-1 | 1-1  | 2-0  | 1-2 | 3-0 | 4-2 | 0-1 | 1-0  | 0-0 | 0-0  | 3-1 | 0-0 | 0-0 |
| ÉFC Fréjus Saint-Raphaël                                   | 2-1 | 0-1 | 1-1 | 3-0 | 1-0  | 0-0 | 1-1  | 3-0 |     | 2-1  | 3-0a | 1-1 | 1-0 | 1-0 | 1-1 | 1-0  | 3-1 | 2-0  | 2-1 | 1-0 | 1-2 |
| Gap HAFC                                                   | 1-1 | 0-1 | 0-2 | 4-0 | 2-1  | 2-3 | 2-2  | 1-2 | 2-2 |      | 1-0  | 0-0 | 2-0 | 1-1 | 2-1 | 1-0  | 0-1 | 3-1  | 4-0 | 1-3 | 1-1 |
| FC Gueugnon                                                | 0-2 | 1-2 | 1-4 | 0-2 | 0-3a | 2-4 | 0-3a | 0-1 | 2-1 | 0-3a |      | 1-2 | 0-2 | 0-0 | 0-1 | 0-3a | 1-1 | 0-3  | 0-0 | 0-0 | 1-1 |
| EA Guingamp                                                | 6-3 | 1-2 | 2-5 | 2-2 | 3-0  | 4-0 | 2-0  | 5-1 | 3-1 | 5-0  | 5-0  |     | 4-1 | 2-0 | 4-1 | 2-1  | 2-0 | 3-1  | 3-1 | 1-0 | 0-0 |
| US Luzenac                                                 | 4-0 | 1-1 | 1-5 | 1-1 | 1-1  | 1-0 | 0-1  | 0-0 | 0-1 | 3-0  | 2-0  | 1-1 |     | 0-0 | 4-2 | 0-0  | 2-1 | 2-0  | 2-0 | 2-2 | 1-1 |
| Chamois niortais                                           | 2-0 | 2-2 | 2-0 | 4-0 | 1-2  | 0-2 | 1-1  | 3-1 | 0-3 | 2-0  | 3-0  | 1-0 | 2-3 |     | 0-0 | 0-2  | 0-0 | 2-0  | 3-2 | 2-1 | 0-2 |
| US Orléans LF                                              | 0-1 | 0-0 | 0-2 | 0-1 | 2-3  | 1-1 | 2-0  | 0-0 | 3-0 | 4-0  | 1-0  | 1-1 | 1-0 | 1-1 |     | 2-0  | 1-1 | 2-1  | 0-1 | 2-2 | 1-1 |
| Pacy VEF                                                   | 1-0 | 2-1 | 1-2 | 2-1 | 0-2  | 1-0 | 2-1  | 2-3 | 2-3 | 2-1  | 3-4  | 0-1 | 0-0 | 1-0 | 0-0 |      | 2-0 | 1-1  | 0-1 | 2-4 | 0-0 |
| Paris FC                                                   | 5-1 | 1-0 | 1-2 | 0-2 | 2-2  | 1-1 | 0-1  | 2-2 | 1-1 | 1-0  | 3-0a | 1-1 | 1-0 | 1-0 | 1-3 | 2-0  |     | 1-1  | 3-1 | 2-0 | 2-2 |
| Stade plabennécois                                         | 1-2 | 0-0 | 0-3 | 2-0 | 0-0  | 0-0 | 2-1  | 1-0 | 1-3 | 1-1  | 3-0a | 1-1 | 2-0 | 1-2 | 1-1 | 1-3  | 2-1 |      | 3-1 | 0-1 | 0-2 |
| Rodez AF                                                   | 4-0 | 0-2 | 0-0 | 0-0 | 2-1  | 0-2 | 0-1  | 0-1 | 3-2 | 1-2  | 0-2  | 0-2 | 2-0 | 1-1 | 1-0 | 1-0  | 2-2 | 3-0b |     | 4-2 | 0-3 |
| FC Rouen                                                   | 2-1 | 2-0 | 0-1 | 3-1 | 1-1  | 2-0 | 2-1  | 3-0 | 1-1 | 2-0  | 1-0  | 1-3 | 0-0 | 1-0 | 0-1 | 3-2  | 1-1 | 2-0  | 1-1 |     | 1-2 |
| RC Strasbourg                                              | 4-0 | 1-1 | 1-1 | 2-0 | 1-0  | 3-3 | 2-0  | 1-1 | 2-0 | 2-1  | 2-1  | 2-1 | 1-0 | 0-0 | 2-0 | 1-0  | 0-0 | 0-0  | 2-1 | 1-1 |     |
| - Victoire à domicile - Match nul - Victoire à l'extérieur |     |     |     |     |      |     |      |     |     |      |      |     |     |     |     |      |     |      |     |     |     |

a Forfait de Gueugnon
b Le match Rodez-Plabennec de la 27e journée, achevé sur le score de 1-1 est donné gagnant sur le score de 3-0 pour Rodez, le 15 mars 2011, à cause de la présence sur le terrain de Soki N'Zinga (en), joueur de Plabennec. En effet, le joueur arrivé en cours de saison à Plabennec, avait déjà joué des matchs avec le club basque de l'Aviron Bayonnais sous contrat amateur. En arrivant à Plabennec, il est resté sous contrat amateur. Or, d'après les règlements de la fédération, il est interdit de jouer avec deux équipes différentes d'un même groupe lors de la même saison, sauf en cas de changement de statut (passer d'amateur à professionnel). Cette décision est confirmée en appel, le 21 avril 2011.

## Statistiques générales

### Nombre de buts
Un total de 969 buts sont inscrits au cours du championnat, soit 2,35 buts par rencontre. Le total s'élève à 996 buts en comptant les forfaits de Gueugnon et le match gagné sur tapis vert par Rodez, soit alors 2,37 buts par match.

### Leader par journée
Le club le plus souvent en tête du championnat est le SC Bastia, qui prend la première à l'issue de la 13e journée pour ne plus la quitter jusqu'à la fin du championnat grâce à une série de 31 matchs sans défaite entamée le 28 septembre 2010 par une victoire 3-0 sur Colmar et terminée le 27 mai par une défaite sur le terrain de son dauphin Amiens le 27 mai 2011 lors de la dernière journée du championnat.

### Évolution du classement
Les trois équipes promues sont aussi celles qui sont le plus souvent aux trois premières places au cours du championnat. Le Sporting Club de Bastia, l'Amiens Sporting Club et l'En Avant de Guingamp sont ainsi respectivement sur le podium à 33, 30 et 26 reprises au cours des 42 journées de la compétition. Parmi les cinq clubs qui ont été le plus souvent relégables pendant la saison, seuls les Sports réunis Colmar parviennent à se sauver. En effet, après 31 journées en position de relégable (de la 8e à la 39e journée sauf la 35e), le club quitte la zone de relégation à trois journées de la fin du championnat.
| Journées / Clubs    | 1  | 2  | 3  | 4  | 5  | 6  | 7  | 8  | 9  | 10 | 11 | 12 | 13 | 14 | 15 | 16 | 17 | 18 | 19 | 20 | 21 | 22 | 23 | 24 | 25 | 26 | 27 | 28 | 29 | 30 | 31 | 32 | 33 | 34 | 35 | 36 | 37 | 38 | 39 | 40 | 41 | 42 | Journées promouvable | Journées relégable |
|                     |    |    |    |    |    |    |    |    |    |    |    |    |    |    |    |    |    |    |    |    |    |    |    |    |    |    |    |    |    |    |    |    |    |    |    |    |    |    |    |    |    |    |                      |                    |
| ------------------- | -- | -- | -- | -- | -- | -- | -- | -- | -- | -- | -- | -- | -- | -- | -- | -- | -- | -- | -- | -- | -- | -- | -- | -- | -- | -- | -- | -- | -- | -- | -- | -- | -- | -- | -- | -- | -- | -- | -- | -- | -- | -- | -------------------- | ------------------ |
| EA Guingamp         | 9  | 5  | 8  | 10 | 12 | 9  | 12 | 9  | 9  | 7  | 6  | 4  | 4  | 2  | 2  | 2  | 2  | 2  | 2  | 2  | 2  | 2  | 2  | 2  | 3  | 3  | 3  | 3  | 3  | 3  | 3  | 3  | 3  | 4  | 3  | 3  | 3  | 3  | 3  | 4  | 4  | 3  | 26                   | 0                  |
| RC Strasbourg       | 12 | 15 | 17 | 16 | 19 | 13 | 13 | 12 | 14 | 14 | 14 | 12 | 12 | 12 | 12 | 9  | 9  | 10 | 8  | 8  | 8  | 8  | 7  | 7  | 7  | 6  | 6  | 8  | 4  | 4  | 4  | 4  | 4  | 3  | 4  | 4  | 4  | 4  | 4  | 3  | 3  | 4  | 3                    | 2                  |
| SC Bastia           | 6  | 5  | 9  | 4  | 2  | 6  | 3  | 5  | 8  | 4  | 4  | 2  | 1  | 1  | 1  | 1  | 1  | 1  | 1  | 1  | 1  | 1  | 1  | 1  | 1  | 1  | 1  | 1  | 1  | 1  | 1  | 1  | 1  | 1  | 1  | 1  | 1  | 1  | 1  | 1  | 1  | 1  | 33                   | 0                  |
| US Créteil          | 5  | 1  | 6  | 11 | 11 | 10 | 10 | 13 | 11 | 9  | 12 | 11 | 11 | 11 | 10 | 11 | 12 | 13 | 13 | 12 | 12 | 11 | 10 | 11 | 11 | 10 | 9  | 10 | 9  | 11 | 12 | 10 | 11 | 10 | 10 | 10 | 11 | 9  | 9  | 10 | 10 | 10 | 1                    | 0                  |
| Pacy VEF            | 2  | 7  | 14 | 17 | 13 | 14 | 15 | 16 | 15 | 15 | 17 | 15 | 15 | 13 | 15 | 14 | 14 | 14 | 14 | 14 | 15 | 15 | 16 | 16 | 16 | 16 | 17 | 17 | 18 | 18 | 18 | 18 | 19 | 18 | 18 | 17 | 18 | 17 | 17 | 14 | 14 | 14 | 1                    | 15                 |
| Paris FC            | 6  | 4  | 1  | 3  | 1  | 2  | 4  | 3  | 4  | 6  | 9  | 8  | 10 | 7  | 8  | 8  | 11 | 11 | 11 | 10 | 10 | 10 | 12 | 9  | 9  | 12 | 12 | 11 | 12 | 10 | 11 | 12 | 12 | 12 | 11 | 11 | 12 | 12 | 11 | 11 | 11 | 11 | 5                    | 0                  |
| AS Beauvais         | 11 | 3  | 7  | 2  | 5  | 3  | 5  | 8  | 7  | 5  | 5  | 7  | 7  | 4  | 7  | 5  | 3  | 4  | 3  | 4  | 5  | 5  | 4  | 4  | 6  | 7  | 8  | 7  | 7  | 6  | 7  | 7  | 7  | 6  | 7  | 7  | 7  | 8  | 6  | 7  | 7  | 7  | 5                    | 0                  |
| AS Cannes           | 1  | 2  | 10 | 13 | 7  | 5  | 1  | 2  | 1  | 1  | 1  | 1  | 2  | 3  | 4  | 3  | 4  | 3  | 5  | 5  | 6  | 4  | 5  | 6  | 5  | 5  | 4  | 5  | 6  | 5  | 5  | 6  | 6  | 7  | 6  | 6  | 5  | 5  | 5  | 5  | 5  | 5  | 12                   | 0                  |
| Fréjus SR           | 10 | 16 | 11 | 6  | 4  | 1  | 2  | 4  | 2  | 3  | 3  | 6  | 6  | 8  | 6  | 7  | 7  | 7  | 7  | 7  | 7  | 7  | 6  | 5  | 4  | 4  | 5  | 6  | 8  | 7  | 8  | 8  | 8  | 8  | 8  | 8  | 8  | 7  | 8  | 6  | 6  | 6  | 5                    | 0                  |
| US Luzenac          | 16 | 11 | 4  | 1  | 3  | 7  | 7  | 7  | 6  | 10 | 8  | 9  | 8  | 9  | 9  | 10 | 8  | 9  | 10 | 11 | 11 | 12 | 11 | 12 | 12 | 13 | 13 | 13 | 13 | 13 | 13 | 13 | 13 | 13 | 13 | 13 | 13 | 13 | 12 | 13 | 13 | 12 | 2                    | 0                  |
| Bayonne             | 21 | 19 | 20 | 20 | 18 | 18 | 19 | 17 | 17 | 18 | 18 | 18 | 18 | 20 | 18 | 18 | 18 | 18 | 18 | 18 | 18 | 18 | 17 | 18 | 18 | 17 | 16 | 16 | 15 | 15 | 14 | 14 | 14 | 15 | 15 | 14 | 15 | 15 | 15 | 17 | 17 | 17 | 0                    | 29                 |
| FC Rouen            | 16 | 8  | 13 | 5  | 8  | 8  | 8  | 6  | 5  | 8  | 7  | 5  | 5  | 5  | 5  | 4  | 5  | 6  | 6  | 6  | 4  | 6  | 8  | 8  | 8  | 8  | 7  | 4  | 5  | 8  | 6  | 5  | 5  | 5  | 5  | 5  | 6  | 6  | 7  | 8  | 8  | 8  | 0                    | 0                  |
| Amiens SC           | 18 | 9  | 15 | 8  | 6  | 4  | 6  | 1  | 3  | 2  | 2  | 3  | 3  | 6  | 3  | 6  | 6  | 5  | 4  | 3  | 3  | 3  | 3  | 3  | 2  | 2  | 2  | 2  | 2  | 2  | 2  | 2  | 2  | 2  | 2  | 2  | 2  | 2  | 2  | 2  | 2  | 2  | 30                   | 1                  |
| Plabennec           | 19 | 10 | 2  | 9  | 9  | 12 | 9  | 10 | 10 | 11 | 11 | 13 | 13 | 14 | 13 | 13 | 13 | 12 | 12 | 13 | 13 | 14 | 13 | 13 | 15 | 14 | 14 | 14 | 16 | 16 | 17 | 17 | 17 | 19 | 19 | 18 | 19 | 18 | 19 | 19 | 19 | 19 | 1                    | 13                 |
| Rodez AF            | 13 | 17 | 19 | 19 | 20 | 21 | 21 | 21 | 21 | 17 | 15 | 16 | 17 | 15 | 16 | 17 | 15 | 16 | 16 | 17 | 17 | 17 | 19 | 19 | 19 | 19 | 18 | 18 | 17 | 17 | 16 | 16 | 15 | 14 | 14 | 15 | 16 | 16 | 16 | 18 | 18 | 18 | 0                    | 24                 |
| FC Gueugnon         | 20 | 21 | 21 | 21 | 21 | 20 | 20 | 20 | 18 | 19 | 19 | 19 | 21 | 19 | 19 | 19 | 20 | 21 | 21 | 20 | 20 | 20 | 20 | 20 | 21 | 20 | 20 | 20 | 21 | 21 | 21 | 21 | 21 | 21 | 21 | 21 | 21 | 21 | 21 | 21 | 21 | 21 | 0                    | 42                 |
| SR Colmar           | 6  | 13 | 5  | 12 | 14 | 16 | 16 | 18 | 19 | 20 | 20 | 20 | 19 | 18 | 20 | 20 | 19 | 19 | 19 | 19 | 19 | 19 | 18 | 17 | 17 | 18 | 19 | 19 | 19 | 19 | 19 | 19 | 18 | 17 | 16 | 19 | 17 | 19 | 18 | 15 | 15 | 15 | 0                    | 31                 |
| Gap HAFC            | 14 | 20 | 16 | 18 | 15 | 15 | 11 | 14 | 16 | 16 | 16 | 17 | 16 | 17 | 17 | 16 | 17 | 15 | 15 | 15 | 14 | 13 | 14 | 15 | 14 | 15 | 15 | 15 | 14 | 14 | 15 | 15 | 16 | 16 | 17 | 16 | 14 | 14 | 14 | 16 | 16 | 16 | 0                    | 7                  |
| Chamois niortais FC | 4  | 12 | 3  | 7  | 10 | 11 | 14 | 11 | 12 | 12 | 10 | 10 | 9  | 10 | 11 | 12 | 10 | 8  | 9  | 9  | 9  | 9  | 9  | 10 | 10 | 9  | 11 | 12 | 11 | 12 | 10 | 11 | 10 | 11 | 12 | 12 | 10 | 11 | 13 | 12 | 12 | 13 | 1                    | 0                  |
| US Orléans LF       | 15 | 18 | 18 | 15 | 16 | 17 | 17 | 15 | 13 | 13 | 13 | 14 | 14 | 16 | 14 | 15 | 16 | 17 | 17 | 16 | 16 | 16 | 15 | 14 | 13 | 11 | 10 | 9  | 10 | 9  | 9  | 9  | 9  | 9  | 9  | 9  | 9  | 10 | 10 | 9  | 9  | 9  | 0                    | 6                  |
| UJA Alfortville     | 3  | 14 | 12 | 14 | 17 | 19 | 18 | 19 | 20 | 21 | 21 | 21 | 20 | 21 | 21 | 21 | 21 | 20 | 20 | 21 | 21 | 21 | 21 | 21 | 20 | 21 | 21 | 21 | 20 | 20 | 20 | 20 | 20 | 20 | 20 | 20 | 20 | 20 | 20 | 20 | 20 | 20 | 1                    | 38                 |

1. ↑  La sanction définitive concernant le retrait de points de Pacy intervient entre les journées 17 et 18. Nous la comptabilisons donc dans le classement à partir de la 18e journée
2. ↑  Le match Rodez-Plabennec de la 27e journée, achevé sur le score de 1-1, est donné gagnant sur le score de 3-0 pour Rodez. Le classement est donc modifié à partir de cette journée.

### Affluences et stades
Le tableau suivant précise l'affluence moyenne à domicile des différents clubs, le nombre de matchs joués à domicile, l'évolution de l'affluence par rapport à la saison précédente, ainsi que le stade et sa capacité. Les quatre clubs professionnels ont les meilleures affluences. L'UJA Alfortville et le Paris FC ont le taux de remplissage le plus faible, inférieur à 3 %. Le club dont l'affluence diminue le plus par rapport à la saison précédente est le FC Gueugnon, qui est relégable toute la saison avant de déclarer forfait, avec une diminution de 56,7 %. Les deux autres plus grandes baisses de fréquentation s'observent au RC Strasbourg (-45,6 %) et à l'EA Guingamp (-35 %), deux clubs relégués en provenance de Ligue 2.
| Club                  | Moyenne | Matchs | Évolution | Ville du stade             | Stade                                    | Capacité           | Taux de remplissage moyen |
| --------------------- | ------- | ------ | --------- | -------------------------- | ---------------------------------------- | ------------------ | ------------------------- |
| EA Guingamp           | 7 322   | 20     | -35 %     | Guingamp                   | Stade du Roudourou                       | 18 036             | 41 %                      |
| RC Strasbourg         | 6 166   | 20     | -45,6 %   | Strasbourg                 | Stade de la Meinau                       | 29 000             | 21 %                      |
| SC Bastia             | 4 532   | 20     | 74,4 %    | Furiani                    | Stade Armand Cesari                      | 15 000             | 30 %                      |
| US Créteil            | 445     | 20     | -31,4 %   | Créteil                    | Stade Dominique-Duvauchelle              | 12 150             | 4 %                       |
| Pacy VEF              | 526     | 20     | -18,4 %   | Ménilles                   | Stade Pacy-Ménilles                      | 2 000              | 26 %                      |
| Paris FC              | 471     | 19     | 18,6 %    | Paris                      | Stade Charléty                           | 20 000             | 2 %                       |
| AS Beauvais           | 1 750   | 20     | 12,6 %    | Beauvais                   | Stade Pierre Brisson                     | 10 178             | 17 %                      |
| AS Cannes             | 1 610   | 20     | -0,5 %    | Cannes                     | Stade Pierre de Coubertin                | 12 800             | 13 %                      |
| EFC Fréjus St-Raphaël | 1 411   | 19     | -19,8 %   | Fréjus                     | Stade Pourcin                            | 2 500              | 56 %                      |
| US Luzenac            | 563     | 20     | -16,2 %   | Luzenac                    | Stade Paul Fédou                         | 1 000              | 56 %                      |
| Aviron Bayonnais      | 513     | 20     | -28,9 %   | Bayonne                    | Stade Didier Deschamps                   | 3 500              | 15 %                      |
| FC Rouen              | 3 130   | 20     | -5,5 %    | Le Petit-Quevilly          | Stade Robert Diochon                     | 12 018             | 26 %                      |
| Amiens SC             | 6 220   | 20     | 5 %       | Amiens                     | Stade de la Licorne                      | 12 097             | 51 %                      |
| Stade Plabennecois    | 1 147   | 19     | -3,2 %    | Plabennec                  | Stade de Kervéguen                       | 5 000              | 23 %                      |
| Rodez AF              | 1 575   | 20     | -26,6 %   | Rodez                      | Stade Paul-Lignon                        | 6 000              | 26 %                      |
| FC Gueugnon           | 674     | 16     | -56,7 %   | Gueugnon                   | Stade Jean Laville                       | 13 800             | 5 %                       |
| SR Colmar             | 1 745   | 20     | 36,4 %    | Colmar                     | Colmar Stadium                           | 5 000              | 35 %                      |
| Gap HAFC              | 655     | 20     | 27,4 %    | Gap                        | Stade de Provence                        | 5 000              | 13 %                      |
| Chamois niortais FC   | 2 835   | 20     | 9,8 %     | Niort                      | Stade René-Gaillard                      | 10 898             | 26 %                      |
| US Orléans LF         | 1 883   | 20     | 42,9 %    | Orléans                    | Stade de la Source                       | 5 000              | 38 %                      |
| UJA Alfortville       | 241     | 19     | 13,1 %    | La Courneuve puis Colombes | Stade Marville puis Stade Yves du Manoir | 10 000 puis 14 000 | 2 %                       |

## Statistiques individuelles

### Classement des buteurs
Le tableau suivant liste les joueurs selon le classement des buteurs pour la saison 2010-2011 de National.
| Rang | Buteur           | Club        | Buts Note 1 | Pen. Note 2 | Ratio Note 3 |
| ---- | ---------------- | ----------- | ----------- | ----------- | ------------ |
| 1    | Thibault Giresse | EA Guingamp | 21          | 8           | 0,54         |
| 2    | David Suarez     | SC Bastia   | 20          | 4           | 0,57         |
| 3    | Jan Koller       | AS Cannes   | 16          | 2           | 0,55         |

| Mis à jour au 27 mai 2011. 1 : Nombre de buts inscrits incluant le nombre de pénaltys 2 : Nombre de pénaltys 3 : Ratio (buts inscrits/matchs joués) |

### Meilleur joueur
Laurent David du Stade Plabennecois obtient le Trophée du meilleur joueur du National pour la 2e année consécutive. Ce trophée, décerné par la fédération, se base sur les votes des entraîneurs à l'issue de chaque rencontre de championnat.